# Cantone di Pays d'Olmes
Il Cantone di Pays d'Olmes è una divisione amministrativa dell'arrondissement di Foix.
È stato costituito a seguito della riforma approvata con decreto del 18 febbraio 2014, che ha avuto attuazione dopo le elezioni dipartimentali del 2015.

## Composizione
Comprende i 23 comuni di:
- L'Aiguillon
- Bélesta
- Bénaix
- Carla-de-Roquefort
- Dreuilhe
- Fougax-et-Barrineuf
- Freychenet
- Ilhat
- Lavelanet
- Lesparrou
- Leychert
- Lieurac
- Montferrier
- Montségur
- Nalzen
- Péreille
- Raissac
- Roquefixade
- Roquefort-les-Cascades
- Saint-Jean-d'Aigues-Vives
- Sautel
- Soula
- Villeneuve-d'Olmes